# كأس أوروبا الوسطى 1992
كأس أوروبا الوسطى 1992 هو الموسم 50 من كأس أوروبا الوسطى. كان عدد الأندية المشاركة فيه 4، وفاز فيه نادي بوراتس بانيا لوكا.